# Домброва-над-Чарною
Домброва-над-Чарною (пол. Dąbrowa nad Czarną) — село в Польщі, у гміні Александрув Пйотрковського повіту Лодзинського воєводства.
Населення — 166 осіб (2011).

## Демографія
Демографічна структура станом на 31 березня 2011 року:
|          | Загалом | Допрацездатний вік | Працездатний вік | Постпрацездатний вік |
| -------- | ------- | ------------------ | ---------------- | -------------------- |
| Чоловіки | 83      | 13                 | 61               | 9                    |
| Жінки    | 83      | 17                 | 43               | 23                   |
| Разом    | 166     | 30                 | 104              | 32                   |